# CV90
Het Combat Vehicle 90 (CV90) of Stridsfordon 90 (Strf 90) is een Zweeds infanteriegevechtsvoertuig dat werd ontwikkeld door Hägglunds en Bofors, en geproduceerd door BAE Systems/Hägglunds.
Een aan Nederlandse wensen aangepaste versie, de CV9035NL, werd vanaf 2008 bij het Nederlandse Leger in gebruik genomen. In totaal kwamen er 128 stuks in dienst, ze krijgen tot en met 2026 een upgrade om een geprojecteerde dienstduur tot 2039 te bewerkstelligen.

## Ontwikkelingsgeschiedenis
Tijdens de Koude Oorlog had Scandinavië een speciaal strategisch belang: bezit van dit schiereiland zou de Sovjet-Unie tijdens een mogelijk militair conflict met de NAVO in staat stellen haar Noordelijke Vloot vanuit de marinebasis Moermansk naar de Atlantische Oceaan te laten uitbreken om de vitale scheepvaartroutes tussen Noord-Amerika en Europa af te snijden. Om dit te voorkomen had de NAVO belangrijke strijdkrachten aangewezen om haar enige lid in de regio, Noorwegen, te versterken. Omdat hiermee de smalle strook Noors grondgebied langs de kust effectief afgegrendeld kon worden, vreesde Zweden dat de Sovjet-Unie in geval van oorlog haar toevlucht zou nemen tot een schending van de Finse en Zweedse neutraliteit om door Lapland oprukkend Noorwegen in de rug aan te vallen.

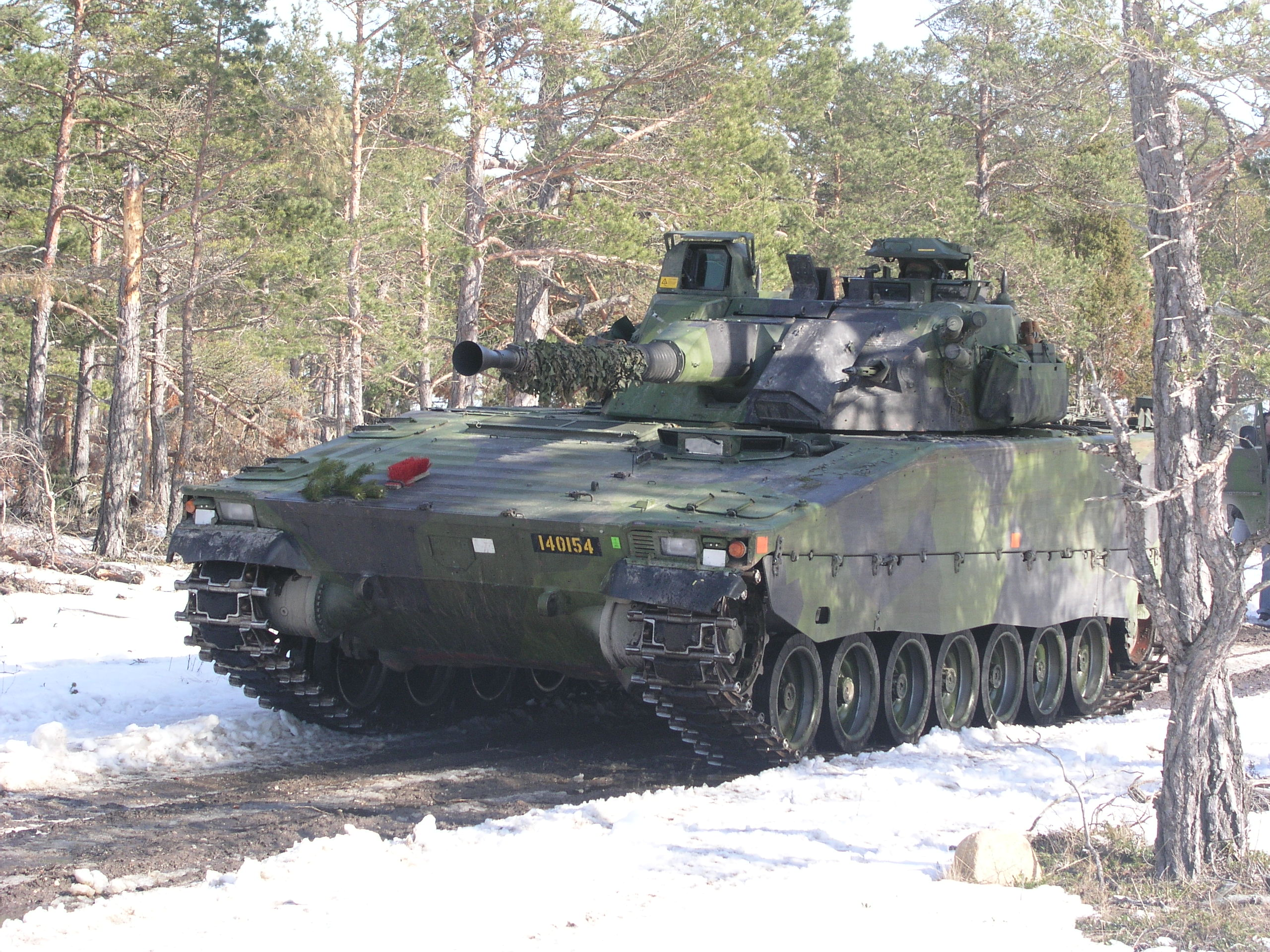
De CV9040

In het algemeen was, en is, de defensie van het uitgestrekte Zweedse grondgebied gebaseerd op het principe dat lokale Territoriale Infanteriebrigades een binnenvallende vijand zouden binden om zo tijd te winnen voor een tegenaanval van de te mobiliseren pantserreserves. Juist in het noorden echter, de meest voor de hand liggende invalsroute, kan zo'n systeem geen geloofwaardige afschrikking bieden: de bevolkingsdichtheid is er veel te laag voor een serieus aantal territoriale troepen. Daarom werden er vijf aparte Norrland-brigades gevormd om het gebied permanent te bewaken. Deze eenheden waren speciaal uitgerust om te opereren in de moeilijke terreinomstandigheden van het gebied: in de vijf wintermaanden ligt er een diepe sneeuwlaag en in de rest van het jaar is het een enorm moeras. Het bezit van een belangrijke eigen wapenindustrie, een uitvloeisel van de politiek van de "gewapende neutraliteit", werd aangewend voor de ontwikkeling van een serie gevechtsvoertuigen die geoptimaliseerd waren voor de inzet in subarctisch gebied. Een lage bodemdruk moest ze een superieure tactische mobiliteit verschaffen waarmee (te) zware vijandelijke pantsereenheden verslagen konden worden.
De Norrland-brigades zouden opereren volgens de gangbare "zwaard en schild"-tactiek: infanterie moest op moeilijk te omtrekken posities de weinige voor normale voertuigen begaanbare wegen in het gebied blokkeren om de opmars van de vijand tot staan te brengen; daarna zouden pantsereenheden vanuit de moerassen op de flanken toeslaan. Rond 1977 werd het echter door Kriegsspiele duidelijk dat deze methode niet zou werken als de vijand bij verrassing die sleutelposities zou bezetten door luchtlandingstroepen. De luchttransportcapaciteit van de Sovjet-Unie nam in die tijd gestaag toe en er was daarvoor ook een speciale reeks luchtmobiele pantservoertuigen ontwikkeld. Om deze dreiging te pareren, moesten de Norrland-brigades dus een grotere offensieve capaciteit krijgen zodat ze luchtlandingseenheden konden aanvallen en vernietigen.

### SA-90
Besloten werd om de brigades aan te vullen met vijf autonome Norrland-bataljons. Die maakten geen organiek deel uit van de brigades maar waren zelfstandige eenheden die naar keuze een brigade konden versterken of apart worden ingezet als snelle reactiemacht tegen luchtlandingstroepen. Voor die laatste taak zouden ze worden uitgerust met een infanteriegevechtsvoertuig dat sterker gepantserd en bewapend moest zijn dan zijn luchtmobiele tegenhanger uit de Sovjet-Unie, de BMD. Dit nieuwe type kreeg de naam SA-90. Omdat een Sovjetluchtlanding zwaar ondersteund zou worden door antitankhelikopters, moest het hoofdwapen van de SA-90 ook een goede luchtafweercapaciteit hebben. Daarom koos men voor het beproefde Bofors 40 mm luchtafweergeschut.
Behalve vijandelijke lichte pantservoertuigen, zouden bij de aanval echter ook infanterieteams met geleide antitankwapens uitgeschakeld moeten worden. En daarnaast zouden de Norrland-bataljons ook in staat moeten zijn al verdedigend zelfstandig een pantserbrigade te blokkeren en dus mede zelf over een goede antitankcapaciteit moeten beschikken. Die twee functies werden toebedeeld aan een tweede type, een 120 mm dubbelmortier op SA-90-chassis. Naast het leggen van een geconcentreerd vuur op vijandelijke infanterie, moest dit wapen ook geavanceerde top attack-antitankraketten afvuren. Die raketten moesten weer geleid worden door de laser van een derde type, een fire direction vehicle. De ingewikkelde coördinatie van al die typen zou een vierde, commandotype verzorgen. Omdat niet gegarandeerd kon worden dat de Zweedse luchtmacht een luchtoverwicht kon handhaven, was er voorzien in een speciaal 40 mm SA-90 luchtafweervoertuig. Een zesde geplande variant bestond uit een gepantserde ambulance.
Naast de ongeveer vierhonderd voertuigen van al deze varianten die voor de Norrland-bataljons bedoeld waren, wilde men zo'n vijfhonderd pantserinfanterievoertuigen aanschaffen als vervanging van de verouderde Pansarbandvagn 302 in de zeven reguliere pantserinfanteriebataljons. Die konden echter van een goedkoper type zijn met een Bushmaster M242 of Mauser MK 25 Model E 25 mm kanon, de SA-90 L (of Pansarbandvagn L); de versie met het 40 mm kanon was dan de SA-90 G. Om redenen van standaardisering is later van dit type afgezien; ook de ambulance is nooit gebouwd.
De SA-90 was dus de algemene aanduiding voor een hele familie van zeven verschillende voertuigen, die allen gebaseerd zijn op het oorspronkelijke eigenlijke infanteriegevechtsvoertuig. De huidige varianten, negen in getal, hebben zo'n 70% van alle componenten gemeen.

### CV90
In 1982 werd het politieke besluit genomen om dit programma daadwerkelijk uit te voeren. In 1983 begon men met de ontwikkeling van het eerste type, het infanteriegevechtsvoertuig, ofwel de Stridsfordon 90, "Gepantserd Gevechtsvoertuig 90", dat men meteen een Engelse naam gaf: het Combat Vehicle 90. Een eerste ontwerp werd in 1984 gepresenteerd. De aanduiding CV90 verving al snel het oorspronkelijke SA-90 en de SA-90 L werd de "CV9025", de SA-90 G de "CV9040". De CV90 had gezien de bovenstaande tactische eisen de volgende algemene ontwerpdoelen: goede tactische mobiliteit (op het slagveld), strategische mobiliteit (dus over lange afstand getransporteerd kunnen worden) en goede effectiviteit tegen luchtdoelen en lichte pantservoertuigen. Voor de CV90 werd gestreefd naar een combinatie van hoge mechanische betrouwbaarheid, grote vuurkracht in vergelijking met andere pantserinfanterievoertuigen en ook een zware bepantsering, die voldoende bescherming moest bieden voor de meegevoerde infanteristen — ondanks de klemtoon op de vuurkracht bleef het een infanterievoertuig.
Het type werd ontworpen door HB Utveckling AB, te Stockholm. Dit kleine ontwerpbureau met een staf van tien man was echter een samenwerkingsverband tussen twee grotere onderaannemers: Land Systems Hägglunds uit Örnsköldsvik en Saab Bofors Dynamics uit Karlskoga. Land Systems Hägglunds bouwt het chassis en Saab Bofors levert de toren. Het proces werd permanent begeleid door het Zweedse legermaterieelbureau (Försvarets materielverk) en opperbevel binnen de "projectgroep 1983". Het 40 mm kanonsysteem werd getest op een Ikv 91 tankjager. Het prototype combineerde een amfibische capaciteit met een goede stealth-vorm; al snel werden beide eigenschappen echter ondergeschikt gemaakt aan een sterkere pantsering en een praktischer gebruik van het voertuigoppervlak. Toch valt deze eerste ontwerpopzet nog te herkennen aan de algemene vorm van het voertuig en de grote interne bergruimte voor de uitrusting van de infanteristen.

### Invoering
In 1988 werden vijf voorserievoertuigen geleverd, met een gewicht van 21 ton, die beproefd werden tot 1991. In maart 1991 gaf men opdracht tot massaproductie, met een voorlopige bestelling van 650 stuks. In november 1993 is men begonnen met de fabricage van de CV9040; het eerste voertuig werd in 1994 geleverd. In de zomer van 1993 werden ook de afgeleide varianten besteld. In 1997 was de laatste order. Door het einde van de Koude Oorlog werd het totaal toen beperkt tot maar 509 voertuigen in vier deelseries, waarvan ongeveer 350 CV9040's. Later werden er extra voertuigen besteld tot een totaal van 549. Na de herstructurering en inkrimping van het Zweedse leger in 1999-2000 worden ze voornamelijk gebruikt in de gemechaniseerde brigades; het type heeft ook een bestemming voor de Nordic Battle Group, de noordelijke snelle reactiemacht van de EU. Meer dan 1170 zijn er al geproduceerd of besteld. De CV90 is in gebruik bij: Zweden, Noorwegen, Zwitserland, Finland en Nederland. Ook heeft Griekenland interesse in de CV90 getoond.

## Beschrijving

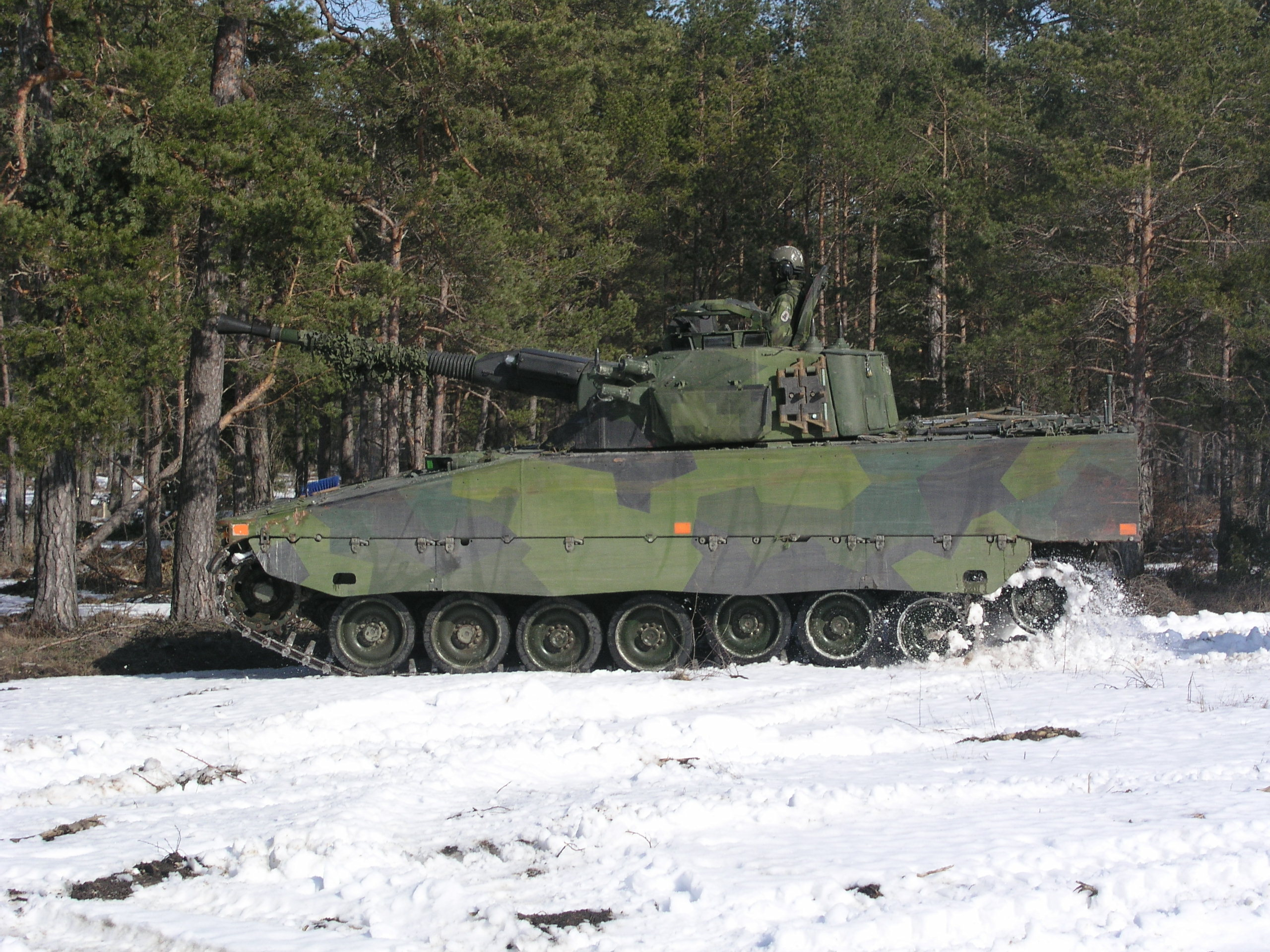
De CV9040 van de zijkant bekeken

De CV9040 is een vrij groot voertuig, 6549 mm lang, 3192 mm breed en 2729 mm hoog. De indeling is zoals tegenwoordig gebruikelijk bij infanteriegevechtsvoertuigen met een gecombineerde motor/bestuurdersruimte voorin, in het midden een gevechtscompartiment en achteraan een manschappenruimte.
De basisconstructie is van gelamineerd pantserstaal van hoge hardheid, niet van aluminium zoals bij veel andere moderne lichte pantservoertuigen. De binnenzijde is bekleed met kevlar om de effecten van een doorslag (splinters en gesmolten metaaldruppels) zo veel mogelijk te verminderen. Het gewicht van het oorspronkelijke model lag onbeladen op 22,8 ton, latere modellen zijn zwaarder gepantserd met extra modules; de CV9035 Mark III heeft dan bijvoorbeeld een onbeladen gewicht van 31,75 ton. Dit duidt op een aanzienlijke beschermende pantsermassa. Volgens het ontwerpdoel was het voertuig, ook zonder extra pantsermodules, frontaal volledig beschermd tegen 23 mm subkalibermunitie, waarmee het onkwetsbaar zou zijn voor de snelvuurkanonnen van de meeste andere infanteriegevechtsvoertuigen; de staalplaatequivalentie is dus minstens 100 mm. Het zijpantser is beschermd tegen 14,5 mm munitie. De pantsermodules, ontworpen door ingenieur Dan Lindell, beschermen tegen 30 mm wapens, leveren een staalplaatequivalentie van minstens 150 mm op en verminderen daarnaast de werking van lichte antitankwapens. Volgens de fabrikant kan zonder problemen nog eens drie ton aan extra modules worden aangebracht. Het voertuig is lastig opspoorbaar doordat het relatief weinig geluid of straling afgeeft. Er is een luchtfiltersysteem tegen nucleaire, bacteriologische en chemische besmetting en het voertuig kan in permanente overdruk gehouden worden. Zo kan het drie dagen in een besmette omgeving opereren. Een meer actieve bescherming wordt geboden door zes Franse Galix 80,5 mm rookwerpers op de torenwanden. De rook blokkeert ook infraroodstraling maar heeft het nadeel dat hij ernstige ademhalingsproblemen veroorzaakt bij de begeleidende infanterie. Er is een automatisch brandblussysteem geïnstalleerd bij de motor en één groot (vijf kilo) en vier kleine (1,5 kilo) handbrandblusapparaten hangen in de verschillende ruimten, alle gebaseerd op halon.

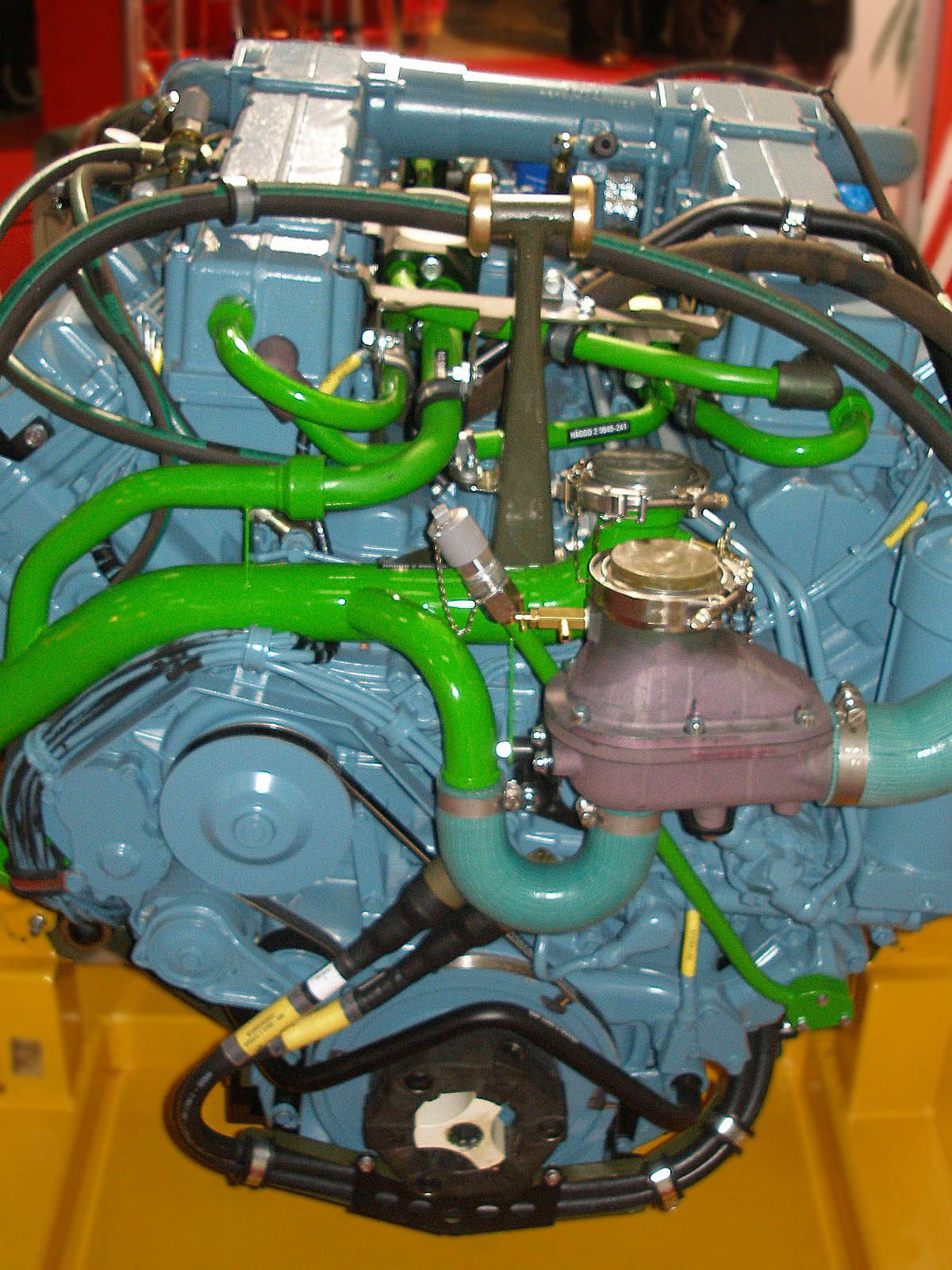
Motor van de CV90120

Een 8-cilinder Scania DSI14 14.200 cc of, bij latere versies, DI16 16.000 cc dieselmotor, die afhankelijk van de motorversie 550, 605, (460 kW), 670 (500 kW) of 816 pk (600 kW) levert, maakt een maximumsnelheid mogelijk van 70 km/u. De motor, met bij de DSI14 een gewicht van 2450 kilogram, is rechtsvoor in de romp geplaatst en via bovenluiken gemakkelijk toegankelijk en vervangbaar. Het is in wezen een gemodificeerde vrachtwagendieselmotor. De door hun hitte opvallende uitlaatgassen worden naar een uitlaat rechtsachter gevoerd en ondertussen gekoeld. De Perkins X300-12D, een volautomatische versnellingsbak, heeft vier versnellingen voorwaarts en twee achterwaarts. Achteruit is de maximumsnelheid 40 km/u. De besturing is hydrostatisch. Er is een KVH Industries NAV 90 navigatiesysteem en een Rockwell Collins LTD GPS. Het rijbereik is 320 kilometer, mogelijk gemaakt door een brandstofvoorraad van 550 liter geplaatst boven de linkerrupsband; latere versies hebben een bereik van zeshonderd kilometer en een voorraad van 940 liter. De klimhoek is 60%. Het klimvermogen is één meter, het overschrijdingsvermogen 2,6 meter en het waadvermogen één meter; het diepwaadvermogen anderhalve meter. Het voertuig is niet amfibisch te maken. De bodemvrijheid is veertig centimeter. Het loopwerk, een ontwerp van ingenieur Alfons Falk, bestaat uit zeven loopwielen, geveerd door torsiestaven. Het aandrijfwiel zit vooraan bij de transmissie. De rupsbanden zijn van het type Diehl Remscheid GMBH FMC T1571 met, nieuw 84 schakels. De rupsbandbreedte is 533 millimeter. De rupsbandspanning kan tijdens de rit ingesteld worden via hydraulische spancilinders. Het loopwerk is geoptimaliseerd om de lastige terreinomstandigheden in Scandinavië te overwinnen.
De bemanning bestaat uit drie personen: chauffeur, commandant (links in de toren) en schutter (rechts in de toren) die met elkaar communiceren via een TLS 90/Telehjälm 9A intercomsysteem; daarnaast kan nog een team van zeven à acht infanteristen met uitrusting worden vervoerd, die met hun rug tegen de buitenwand zitten. Ze hebben de beschikking over een "toilet" (in de vorm van een bril waarover men een afsluitbare plastic uitwerpselenzak kan spannen) en een waterboiler voor een kopje soep, koffie of thee. Hun compartiment is direct toegankelijk vanuit het gevechtscompartiment en heeft in het dak twee luiken (bij latere versies een luik met vijf episcopen) en in de achterwand een breed luik; latere versies hebben een laadklep met daarin ook nog een luik. Geschutspoorten om onder pantser te vuren zijn niet aanwezig; op het dak zitten bevestigingspunten voor de automatische wapens.
Bij de oorspronkelijke Zweedse CV9040 wordt het streven om de eeuwige "race tussen kanon en pantser" met andere modellen te winnen, weerspiegeld door het hoge kaliber van het snelvuurkanon: de 40 mm Bofors Lang 70. Het voertuig heeft echter geen installatie om geleide antitankraketten af te vuren. Omdat de uitlaat rechts zit, bevindt de toren zich iets links van het midden. Het kanon weegt 675 kilo, is aan de toren aangepast door de invoer en de munitiehouders naar onderen te verplaatsen en heeft een vuursnelheid van driehonderd schoten per minuut. Er zijn drie houders van acht granaten; als die verschoten zijn moet de schutter die aanvullen uit een voorraad van 208 — er is immers geen menselijke lader. Zes houders van acht zijn direct grijpbaar. Hij kan zowel enkelschots vuren als salvovuur afgeven; dat laatste naar keuze ook vooraf ingesteld op acht schoten. De pantsergranaat is de Spårljuspansraprojektil 90, subkalibermunitie met een aanvangssnelheid van 1465 m/s, of de Spårljuspansraprojektil 90 LK, een verbeterd type met een drijflading die minder gevoelig is voor temperatuursverschillen (LågKänsligt ofwel "minder kwetsbaar"), zodat de spreiding van het schot vermindert. Tegen luchtdoelen is de Kulspränggranat 90 beschikbaar, met een aanvangssnelheid van 1015 m/s, die voor hij het doel bereikt, ontploft en 640 wolfraam kogeltjes loslaat, of de verbeterde Kulspränggranat 95 LK met een aanvangssnelheid van 1000 m/s en 1100 kogeltjes. Uitwerking tegen "zachte" doelen heeft de Spårljusspränggranat 90, een brisantgranaat met een aanvangssnelheid van 988 m/s. Meestal bestaat de helft van de munitievoorraad uit pantsergranaten; de andere twee typen nemen een kwart voor hun rekening.
Het coaxiale machinegeweer is een 7,62 mm KSP (Kulspruta) m/39B, met een gewicht van veertien kilogram en een vuursnelheid van zeshonderd schoten per minuut. Dit verouderde type heeft vaak last van vastlopers die dan door de commandant verwijderd moeten worden, waarvoor in de toren eigenlijk te weinig plaats is.
De schutter heeft de beschikking over een laserafstandsmeter, geïntegreerd in zijn (nacht)vizier. Deze heeft een bereik van 300 tot 9995 meter en een nauwkeurigheid van tien meter. De schutter moet met de hand verschillende sensorwaarden invoeren zoals de luchtdruk, de windrichting, de windsnelheid, de luchttemperatuur en de hulstemperatuur; de ballistische computer bepaalt dan de correcte elevatie. Ook kan deze compenseren voor de beweging van het doel.

## Export
De CV90 heeft een aanmerkelijk exportsucces gehad. Het type is moderner dan de Amerikaanse Bradley IFV, de Britse Warrior of de Franse AMX 10RC, ook door beter te beantwoorden aan de laatste eisen van zware bepantsering en bewapening, maar toch al lang genoeg in dienst om klanten een indruk te geven van de betrouwbaarheid, terwijl latere concurrenten zich op dat punt nog moeten bewijzen. De traditioneel nauwe banden van de Zweedse wapenindustrie met Duitsland leidden tot een beschikbaarheid van bepaalde componenten van hoge kwaliteit.
De exportversies van de CV90 hebben een andere bewapening omdat het 40 mm kaliber geen standaard is bij andere legers dan het Zweedse. De vervangende kanonnen zijn, hoewel van lager kaliber, niet minder trefzeker, vanwege een beter vuurcontrolesysteem, en hebben een gelijk of zelfs superieur doorslagvermogen — zij het door gebruik van duurdere munitietypen.

### CV9030

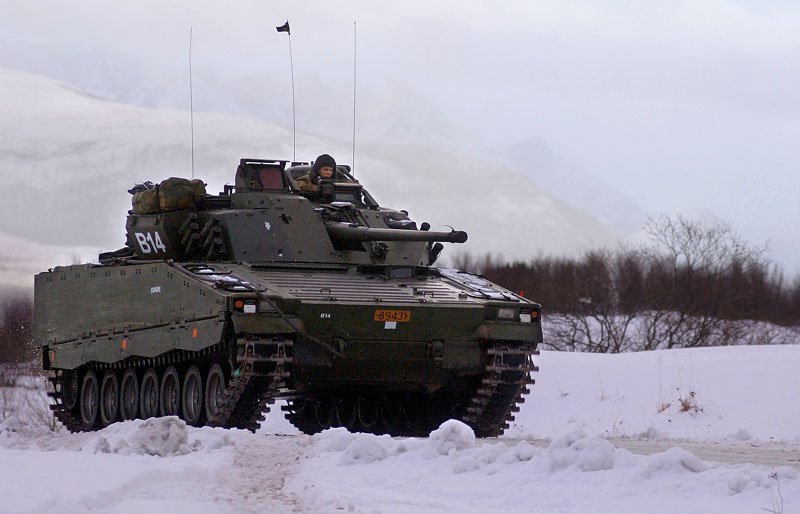
Een Noorse CV9030N

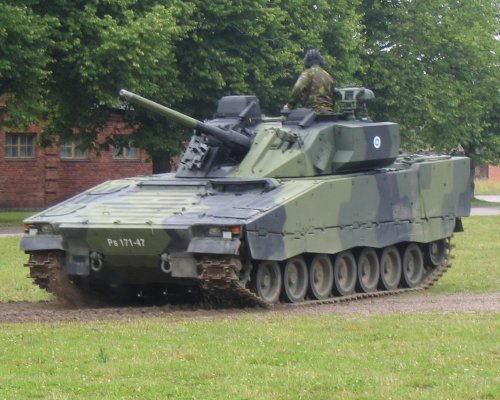
Een Finse CV9030 Mark II

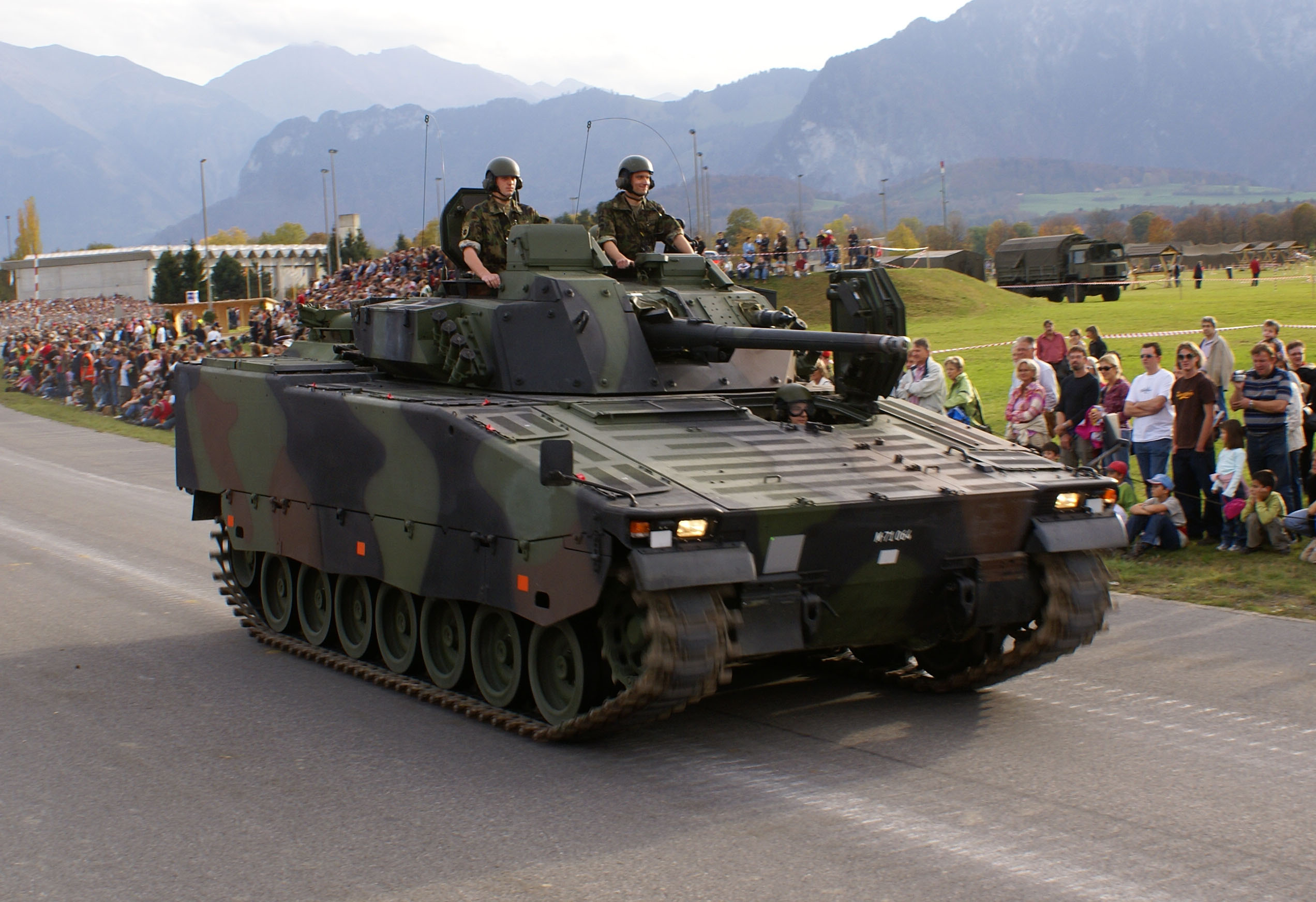
Een Zwitserse CV9030CH ofwel Schützenpanzer 2000

#### Noorwegen
Noorwegen was de eerste exportklant. In 1990 was er een oriënterend onderzoek naar een nieuw MICV (Mechanised Infantry Combat Vehicle); op 5 juli 1991 werden zes bedrijven uitgenodigd om voor 23 januari 1992 met een voorstel te komen. De CV90 versloeg in testen de Bradley, de Warrior, de Oostenrijkse Ulan en de Duitse Igel. In april 1994 werd een contract getekend van twee miljard Noorse kronen voor 104 voertuigen ter vervanging van de M-113, van de CV9030N-versie. De eerste vier voorserievoertuigen werden begin 1996 geleverd en tot in 1999 beproefd; in november 2000 is het laatste hoofdserievoertuig overgedragen. Het voertuig is 26 ton zwaar met een 605 pk Scania-motor en heeft een verhoogd gevechtscompartiment met een commandokoepeltje. Het hoofdwapen is bij deze versie een Amerikaans Bushmaster II 30mm kanon, uitgerust met een koelslof om te voorkomen dat het voertuig na vuren zijn positie verraad door de infraroodstraling van de hete loop. Het doorslagvermogen van het kanon is ongeveer 100 mm op 0 meter afstand; de aanvangssnelheid 1428 m/s bij 20 C°. Bij de 30 (kaliber) x 173 (lengte) mm munitie is de voorraad 230, waarvan tachtig schietklaar. Het voertuig is uitgerust met een Vehicle Information System dat automatisch storingen opspoort. Noorwegen heeft na levering het type nog aanzienlijk aan zijn wensen aangepast, in het kader van het zogenaamde "Project 5033". Enkele belangrijke wijzigingen zijn: het aanbrengen van trekhaken van het Leopard 1-type en extra pantsermodules, het gebruik van stralingsabsorberende verf en het installeren op het torendak van een afvuurinstallatie van de Eryx geleide antitankraket, die overigens alleen bediend kan worden door een team dat boven op het manschappencompartiment staat, dus niet onder pantser.

#### Finland
Op 2 november 2000 bestelde Finland 57 exemplaren van de CV9030FIN Mark II ter waarde van €210 miljoen. Op 18 april 2002 werd de eerste geleverd; oktober 2004 was dat aantal gestegen tot 28. In juni 2004 heeft Finland voor € 120 miljoen een vervolgbestelling van 45 geplaatst, waardoor het aantal voertuigen op 112 komt, uit een behoefte aan 150. De Mark II heeft een Bushmaster III MK44 30/40 mm kanon. De 30 mm loop kan in deze versie vervangen worden door een 40 mm loop. De motor heeft een vermogen van 605 pk. Doordat de pantsermodules nu als standaard waren aangebracht, liep de maximumsnelheid terug naar 66 km/u. Eind 2005 werd er een tijdelijk schietverbod gegeven aan alle voertuigen, omdat er een fout in de vuurleidingsprogrammatuur ontdekt was.

#### Zwitserland
Op 13 februari 1992 begon het Zwitserse leger het Grenadierpanzer 2000-project, gericht op de vervanging van 382 stuks van de Schützenpanzer 63/89 (het Amerikaanse M-113 pantserinfanterievoertuig verbeterd met een 20 mm kanon) door een echt infanteriegevechtsvoertuig. Het project werd al snel hernoemd tot Schützenpanzer 2000. In 1993 werd het opgeschort maar in februari 1997 besloot de Bundesrat tot hervatting. Het doel was een type te verwerven met dezelfde mobiliteit als de Kampfpanzer 87 (Zwitserse Leopard 2) en uitgerust met een 30 mm kanon dat tot op 2500 meter antitankhelikopters en lichtgepantserde doelen kon uitschakelen. Drie voertuigen, die in 1997 overgebleven waren van een eerste selectie van acht, werden tussen juni 1998 en februari 1999 geëvalueerd: de Duitse KUKA M12 (een combinatie van een uit de Duitse voorraden over te nemen Marder-1 met een KUKA Wehrtechnik-toren), de Britse Warrior 2000 en de CV90. Daarbij bleek dat de KUKA niet mobiel genoeg was en de Warrior 2000, hoewel uitgerust met een superieure vuurleiding, duurder dan het Zweedse voertuig in aanschaf en onderhoud. Als alternatief stelde het Duitse Henschel Wehrtechnik daarom voor de KUKA E4-toren op een Zwitsers MOWAG-pantservoertuig te plaatsen. Op 26 augustus 1999 viel de keuze echter op de CV90 en in september 1999 werden 186 voertuigen besteld, als eerste tranche uit een totale behoefte aan 310 voertuigen, voor een bedrag van 990 miljoen Zwitserse frank, van de CV9030CH Mk II, die zonder enige vertraging geleverd zijn tussen september 2002 en december 2005; een "0-serie" van vier werd al in 2000 verzonden. Van de order maken ook 32 commandovoertuigen deel uit, van het type CV-9030CH-COM CP, die extern identiek zijn aan de normale versie. Nabestellingen zijn tot nu toe uitgebleven vanwege inkrimpingen. De eindassemblage vond in Zwitserland plaats door RUAG Land Systems te Thun dat ook de toren produceerde en het Zwitserse Oerlikon Contraves nam het 30 mm kanon in licentie. De compensatieorders, waarvan zo'n tweehonderd Zwitserse ondernemingen profiteerden, beliepen 817 miljoen ZF, 367 miljoen daarvan direct besteed aan het CV930-project. De voertuigen zijn in 2005 werkelijk in dienst genomen en vormen de uitrusting van twee pantserbrigades, zowel binnen het pantserinfanteriebataljon als in het pantserbataljon. Oorspronkelijk lag het in de bedoeling met de eerste tranche drie pantserbrigades met ieder 62 voertuigen uit te rusten en met de tweede tranche van 124 nog eens twee pantserbrigades. Zwitserland heeft veertig sets pantsermodules aangeschaft.
De CV9030CH heeft een gevechtsgewicht van 27,7 ton en een team van acht infanteristen. Omdat men het type wat te krap vond, is het manschappencompartiment twintig centimeter langer en tien centimeter hoger dan de Noorse versie; de meerkosten daarvan waren 18.000 ZF. De motor heeft een vermogen van 670 pk en maakt een versnelling mogelijk tot 30 km/u in negen seconden; het rijbereik is vierhonderd kilometer. De warmtebeeldversterkers en de vuurleiding zijn van een verbeterde uitvoering. Alle displays zijn gekoppeld en kunnen informatie uitwisselen. Het Maschinengewehr 51/71 heeft een kaliber van 7,5 mm. Er zijn vier 76 mm rookwerpers. Het manschappencompartiment kan verwarmd worden of gekoeld met een kleine draagbare airco. Dit is de eerste versie met een achterklep in plaat van een luik. De CV9030CH gebruikte als eerste CV90-voertuig een elektronisch Vehicle Control System met microcontrollers in plaats van kabeltjes en relais.

### CV9035

#### Nederland

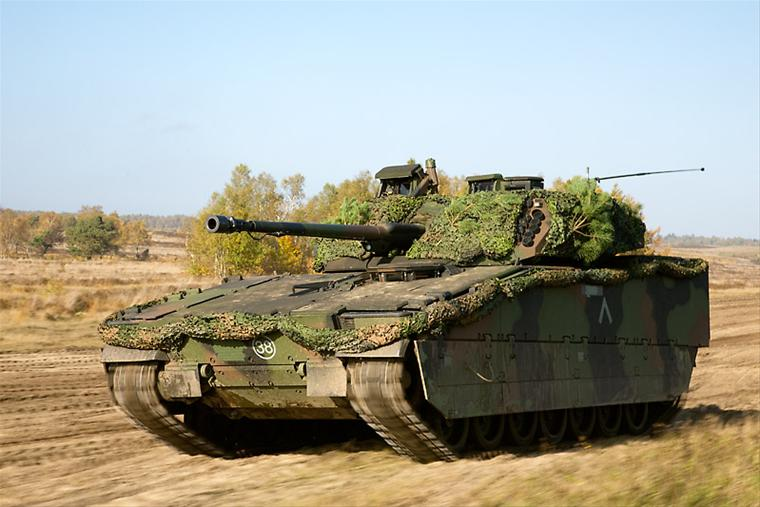
Nederlandse CV9035NL met camouflage

Op het eind van de 20e eeuw werd in Nederland een begin gemaakt met het Project Vervanging Pantservoertuigen, dat als doel had verouderde lichte legervoertuigen te laten opvolgen door moderne. Een categorie die aan modernisering toe was, bestond uit het infanteriegevechtsvoertuig (IGV): de lichtere YPR-765 is naar huidige maatstaven verouderd geraakt en was van begin af aan al niet in staat de Leopard 2 bij te houden. Drie concurrerende typen waren kandidaat om als nieuw voertuig te gaan dienen: de Spaans/Oostenrijkse ASCOD, de Duitse Puma TIFV en de Zweedse CV90. De eindoffertes werden ingediend in februari 2004. De Zweden stelden in 2004 op eigen initiatief en gratis — dit maakte grote indruk — een geheel nieuw testtype ter beschikking: het CV9035 VV (Verification Vehicle). Bij de testen bleek de CV90 het best te voldoen aan het Nederlandse "PVE" (Programma van Eisen), wat niet verwonderlijk was: de Zweden waren bereid geweest een speciaal voor Nederland ontworpen versie te gaan produceren, ontwikkeld vanaf 2001, met een 35 mm kanon dat Nederland nodig achtte om de Russische BMP-3 te kunnen verslaan. Zweden garandeerde daarbij compensatieorders voor de volle tegenwaarde van het contract. De ASCOD en de Puma daarentegen zouden duurder zijn in aanschaf, pas in 2010 geleverd kunnen worden, nog een langdurig ontwikkelingstraject vereisen zonder garantie op resultaat en daarbij te klein zijn om nog groeipotentieel te hebben qua sterkere bewapening en bepantsering; de Puma kon nu al geen normale Nederlandse infanteriegroep vervoeren. De Nederlandse regering berichtte de Tweede Kamer in oktober 2004 dat de superieure geschiktheid van de CV90 zo evident was dat het evaluatietraject met een jaar bekort kon worden. Dit leverde meteen een bezuiniging op die hard nodig was omdat het budget overschreden dreigde te worden.
Op 13 december 2004 heeft Nederland met het Britse BAE Systems, dat het Zweedse Alvis Hägglunds in 2004 overgenomen had, tijdens een ceremonie in het Legermuseum te Delft het contract getekend voor het model CV9035 MKIII, met een eerste bestelling van 184, later met acht lesvoertuigen uitgebreid tot 192. De waarde van het oorspronkelijke contract was €749 miljoen. In 2005 en 2006 werden in twee fasen, "upgrades", de door Nederland gewenste modificaties uitgevoerd op een ontwikkelingsvoertuig, het CV9035 QV (Qualification Vehicle). De resultaten daarvan dienden weer als norm voor de massaproductie. De levering vindt plaats vanaf de herfst van 2007 en loopt door tot in 2010 met een tempo van één per week. Hoewel in 2007 al twintig exemplaren door Zweden geleverd zijn, waarvan er één gebruikt wordt voor beproevingen, heeft de productie vertraging opgelopen, een gevolg van de beslissing de eindassemblage in Nederland te laten plaatsvinden. Op 15 december 2008 werden de eerste vijf voertuigen officieel in gebruik genomen bij de troepen.
De Nederlandse versie, ook wel de CV9035NL genoemd, wordt geleverd in twee varianten: een standaardmodel (150 exemplaren), de PRI ("PantserRupsInfanterie"), voor een groep van zeven infanteristen, en een commandoversie (34 exemplaren), de PRCO, die achterin een staf van vier kan vervoeren. De groepscommandant achterin kan via een speciaal display de beelden van de vizieren opvragen, zodat hij een indruk krijgt van de gevechtssituatie. Het voertuig is bedoeld voor alle vier de pantserinfanteriebataljons. Oorspronkelijk lag het in de bedoeling ook nog 16 voertuigen aan te schaffen van een bergingsversie, de PRB, wat in 2004 de totale bestelling op tweehonderd gebracht zou hebben. Om 75 miljoen euro te besparen is echter besloten de Leopard 1-bergingsvariant te blijven gebruiken. Ook was men van plan geweest de materieelreserve van tien stuks te gebruiken als lesvoertuigen. Aangezien hun hoge slijtage zou betekenen dat ze hun taak als logistieke reserve in feite niet konden uitvoeren, werd later besloten tien voertuigen extra aan te schaffen; dit is daarna weer teruggebracht tot acht. Bij het lesvoertuig is de toren vervangen door een balkvormige lescabine met grote ramen. Voor ieder lesvoertuig is echter in principe een normale toren beschikbaar.
Van Halteren Metaal verzorgt de assemblage van de toren; Neways Industrial Systems te Son installeert de elektronica. De stukprijs is uiteindelijk een kleine zes miljoen euro: de totale IGV-vervanging heeft een budget van 1075,2 miljoen euro, waarvan eind 2007 380 miljoen was uitgegeven. De Mark III is beter bewapend met een Bushmaster III 35/50 snelvuurkanon gekoppeld aan een Saab UTAAS (Universal Tank and Anti-Aircraft System) vuurcontrolesysteem van $400.000 per systeem. Het systeem is integreerbaar in een meer uitgebreid Battlefield Management System om de acties van verschillende voertuigen en wapensystemen op het slagveld te coördineren.
De kanonnen worden apart geleverd, in een aantal van 194, vanaf mei 2006 voor een prijs van $200.000 per stuk. Ze wegen 231 kilogram, kunnen zonder herladen van munitietype wisselen en hebben een vuursnelheid van 150 à 200 schoten per minuut. De munitievoorraad is 200 stuks, waarvan zeventig direct verschietbaar in twee houders onder het kanon. De elevatie is 37° en de domping 8° — het kanon heeft dus een zekere luchtafweercapaciteit tegen antitankhelikopters en daarvoor ook automatisch programmeerbare airburst-munitie (KETF ofwel Kinetic Energy Time Fuse) die door een spoel in de mondingsrem afgesteld wordt om vlak voor het doel in 152 wolfraam pellets van 3,3 gram uiteen te vallen. Het type, afgeleid van al bestaande Ahead luchtafweermunitie, heeft ook een goede werking tegen gronddoelen en is op verzoek van het Nederlandse leger speciaal daarvoor aangepast, zodat vijandelijke zware tanks, waarvan het pantser niet te doorslaan is, geneutraliseerd kunnen worden door hun richtoptiek te verwoesten. De afstand wordt bepaald met een laserafstandsmeter. Het andere hoofdmunitietype, een wolfraam APFSDS-T (Armour-Piercing Fin Stabilized Discarding Sabot Tracer), is pantserdoorborend. Beide 35x228 types zijn van Oerlikon. Ook andere Oerlikon 35 mm munitietypen kunnen in principe verschoten worden zoals de FAPDS, frangible wolfraamgranaten die op het doel uiteenspatten voor een betere scherfwerking. Ook de oude 35 mm granaten van het PRTL gemechaniseerd luchtdoelgeschut, waarvan Nederland nog grote voorraden heeft, zijn bruikbaar. Het effectieve bereik van het kanon is twee kilometer.
Het kanon heet "35/50", omdat in principe met kleine wijzigingen een 50 mm loop geïnstalleerd kan worden die 50x330 Supershot Ammunition kan afvuren: APDSFS-subkalibermunitie die over de volle lengte net zo breed is als de huls van de 35 mm granaat en waarbij ook de normaal lege ruimte tussen de slofholte en de binnenwand van de loop met een drijflading gevuld is voor een extra hoge snelheid. Het doorslagvermogen hiervan ligt op ongeveer 220 mm op 0 meter afstand. De ontwikkeling van dit munitietype is echter opgeschort omdat Nederland aangegeven heeft niet op korte termijn tot aanschaf te willen overgaan. Het optioneel coaxiale 7.62 mm FN MAG machinegeweer, met een munitievoorraad van 460 patronen, heeft een elevatie van 50° en een domping van 10°: de elevatie is speciaal verhoogd voor stadsgevechten. Het bevindt zich aan de linkerkant van de toren.
De commandant heeft een eigen 6x vizier in zijn roteerbare commandokoepeltje om doelen op te sporen en waarmee hij het 8x vizier van de schutter op het doel kan leggen, zodat hijzelf nieuwe doelwitten kan zoeken. De vuurleiding is in staat automatisch het doel te blijven volgen. Zowel commandant als schutter hebben een gestabiliseerd nachtzichtvizier met infraroodversterker; de bestuurder heeft op zijn elektronische dashboard ook een helderheidsversterker. Er is ook nog een camera op de loop en een achteruitrijcamera. Alle beelden zijn tussen commandant, schutter, chauffeur en groepscommandant uitwisselbaar op displays.
Ook de bepantsering is verhoogd, met modules die aangebracht zijn op de voorkant en zijkanten van romp en toren. Vooral zwakke plekken, zoals de neus en de (toren)zijkanten, worden extra beschermd. Om 25 miljoen euro te bezuinigen zijn er voorlopig maar voor honderd voertuigen pantserpakketten voor de zijkanten aangeschaft. Aan de voorkant is radarabsorberend materiaal aangebracht. Het dak van toren en romp is, via een apart PROTEPUR-S pakket geleverd door RUAG Land Systems, beter beschermd tegen top attack door Explosion Formed Projectiles; de 184 pakketten hadden een waarde van 13 miljoen Zwitserse frank. De bodem is verstevigd tegen mijnen. Daarnaast kan in een volgende ontwikkelingsfase ook een zwaardere armour upgrade analoog aan die welke door BAE voor de CV9040C ontworpen is, geïnstalleerd worden; hiervoor loopt een Chemical Energy Protection-project, speciaal tegen lichte antitankwapens. Verder is er een speciaal Defensive Aids Suite met laserverklikkers en automatische rookwerpers; ook kan automatisch reactievuur worden gegeven (C-RAM: Counter-Rockets, Artillery and Mortars), waarmee bijvoorbeeld lasergeleide antitankraketten kunnen worden neergeschoten. Vanwege het hogere gewicht is de motor opgevoerd tot 816 pk.

#### Denemarken
Ook Denemarken heeft, op 16 december 2005, een bestelling geplaatst voor 45 IKK (Infanterikampkøretøj) CV9035DK-voertuigen, met een waarde van zo'n €188 miljoen (1,675 miljard Deense kronen). De voertuigen worden geproduceerd met medewerking van het Deense Hydrema Export A/S, zodat een kwart van de som in Denemarken uitgegeven wordt. Ze worden geleverd vanaf augustus 2007 tot eind 2009 en zijn bedoeld voor vredesmissies. Op 21 januari 2008 werd het eerste voertuig overgedragen voor training. Tot die tijd worden vijf CV9040C's en daarna vijftien CV9040A's door Zweden aan Denemarken geleaset, waarvan de eerste al in 2004 overgedragen zijn. De Deense voertuigen gebruiken het Zweedse, niet het Zwitserse modulair pantser. Op 15 juli 2008 werd door het Deense leger bekendgemaakt dat Hägglunds wegens constructiefouten in de transmissies van de geleverde voertuigen een noodprogramma van vijf weken zou uitvoeren om de gebreken te verhelpen; gedurende die tijd werd er een rijstop in acht genomen.

#### Oekraïne
Oekraïne ontving in 2023 50 CV90’s van Zweden. Deze werden vanaf juni 2023 ingezet aan het oostelijke front. De CV90 is daar zeer bruikbaar doordat het terrein er rijk aan bomen is. De door Amerika geleverde Bradley’s vervullen hun functie beter op het open terrein aan het zuidelijke front.

#### RAFAEL
Het Israëlische bedrijf RAFAEL heeft voor de CV9035 een aparte modulaire pantserset ontwikkeld, gebaseerd op hun IRA (Insensitive Reactive Armour)-principe, waarbij voorkant en zijkanten van romp en toren van dikke beschermingslagen worden voorzien tegen holle ladingswapens. Het waarschuwingssysteem is in deze optie nog uitgebreid met een radarverklikker en een waarschuwingssysteem voor inkomende antitankraketten. Een CV9030 MkII werd in 2006 in Havelte, voorzien van het RAFAEL-systeem tentoongesteld als voorbeeld van een mogelijke invulling van de Nederlandse armour upgrade.

## Operationele geschiedenis
De CV90 is in 2004 door Zweden ingezet tijdens de VN-operatie in Liberia. In 2007 en 2008 was het type betrokken bij gevechten in Afghanistan, in het kader van de Noorse bijdrage aan ISAF. Aanvallen van vijandelijke guerrillastrijders werden met succes afgeslagen. De gegevens over de Noorse ervaringen werden bestudeerd door Nederland en Denemarken die beide ook van plan waren in de nabije toekomst de CV90 in dat gebied in te zetten. De CV90 blijkt beter aangepast aan een koel klimaat en modder dan aan hitte, stof en rotsblokken waarvoor het loopwerk te soepel is. Inzetbaarheid bij de gevechtsomstandigheden ter plaatse zal dus, behalve het aanbrengen van een versterkte bepantsering, ook een aanpassing aan deze omgevingsfactoren vergen. Dit bemoeilijkt weer de nog lopende integratie van complexe nieuwe wapensystemen en moderne elektronica; Neways meldde in augustus 2008 dat de veranderingen in de specificaties al een dikte bereikt hadden "van tien telefoonboeken".

## Varianten

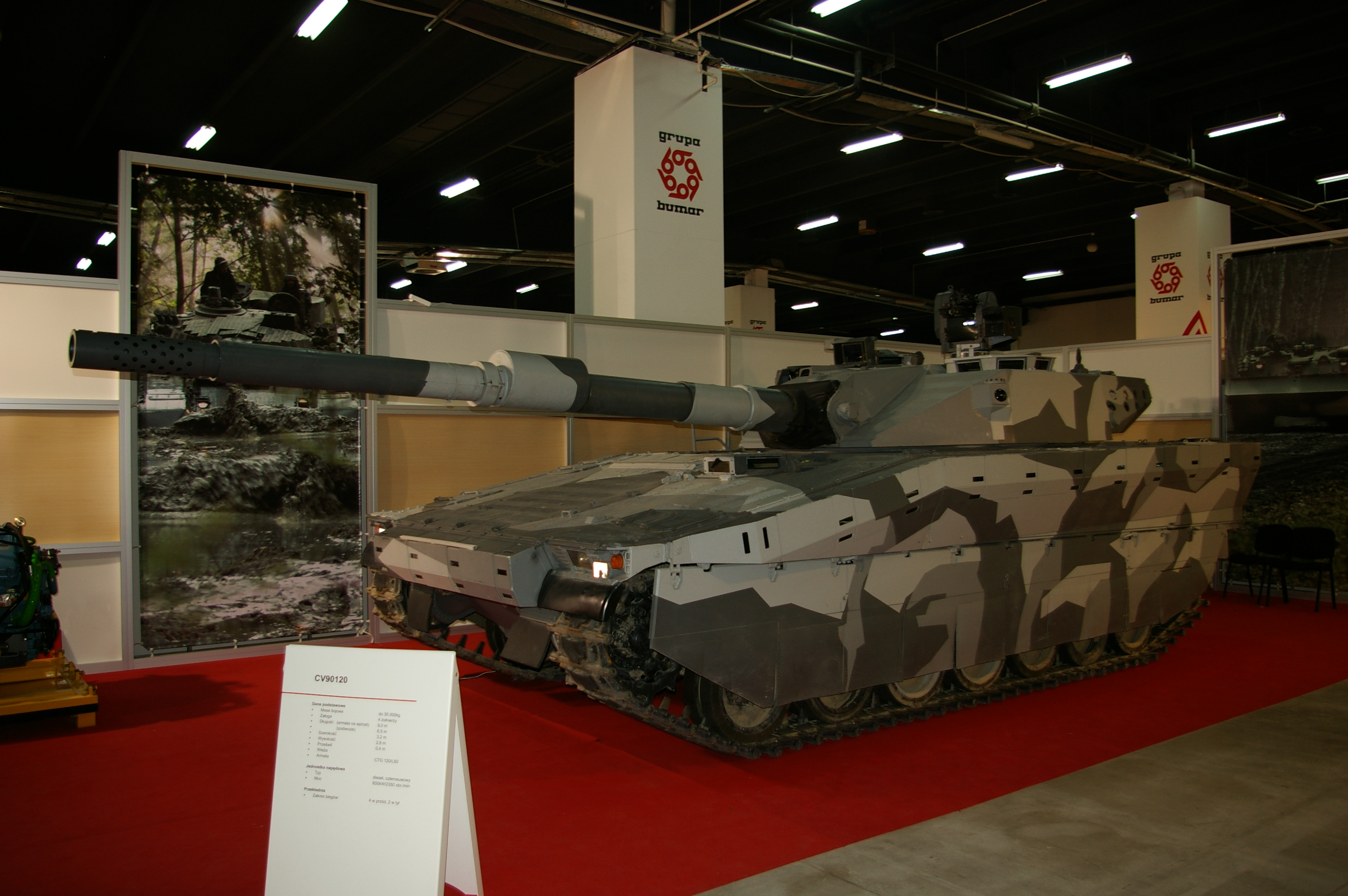
De CV90120, de Light Tank-versie

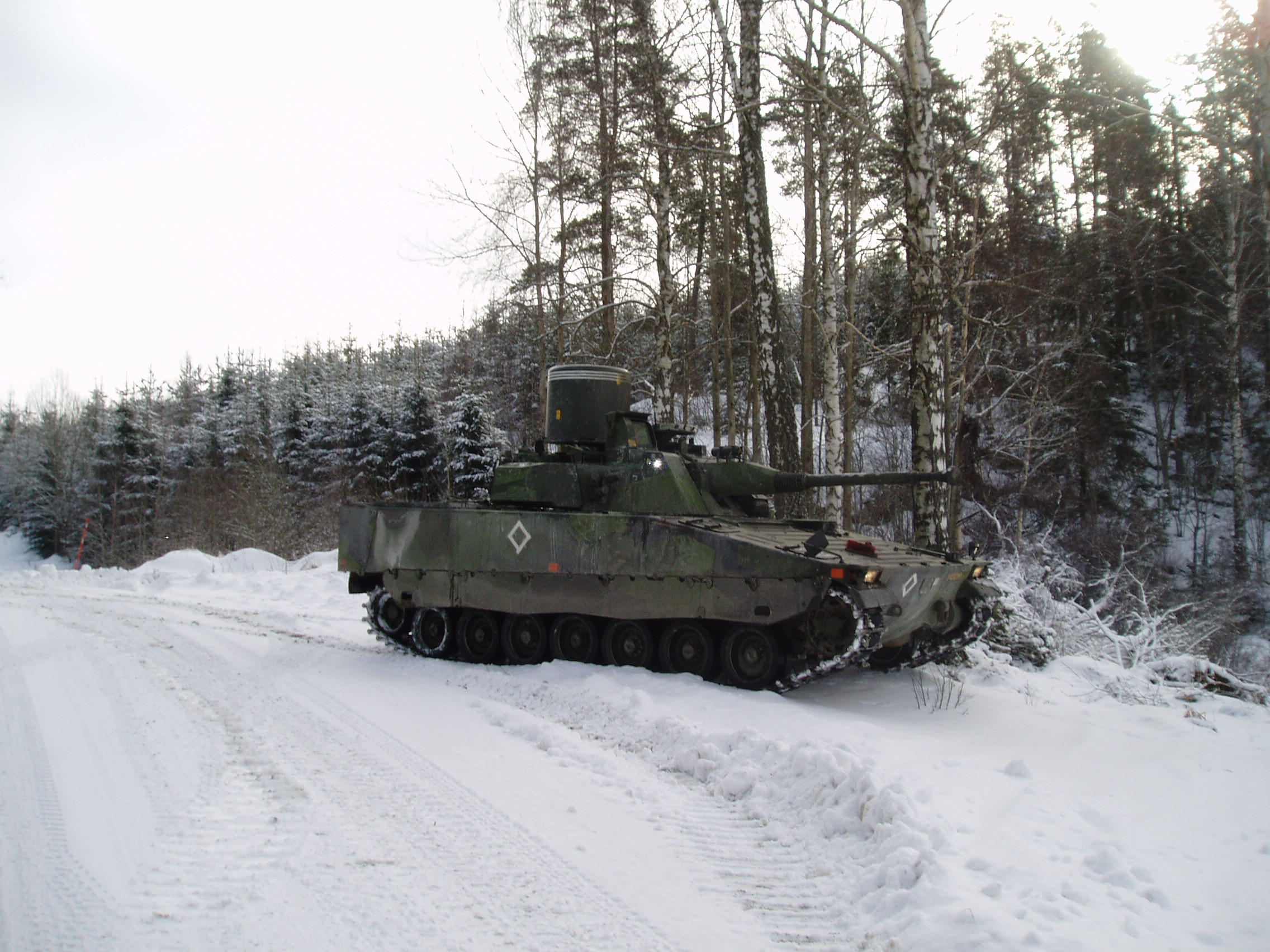
CV9040 AAV luchtverdedigingsvoertuig

- CV9040: origineel model van het infanteriegevechtsvoertuig met een 40mm Bofors snelvuurkanon. Geproduceerd voor Zweden tot 1998.
- CV9040 VP: laatste productieserie voor Zweden met een verbeterd vuurleidingsysteem (VerkansPakket) en navigatiesysteem, geproduceerd tot september 2002.
- CV9040A: Nieuwe verbeteringsstandaard met girostabilisatie in twee dimensies van vuurleiding en kanon.
- CV9040B: verbeterde voertuigen met een gestabiliseerd kanon voor rijdend vuren en volledig gemoderniseerde elektronica, waaronder een nieuw vuurleidingsysteem met displays voor commandant en schutter. De ophanging is verbeterd met nieuwe schokdempers zodat het chassis een stabieler vuurplatform oplevert. Er zijn nu veiligheidsgordels voor de infanteristen. Het onbeladen gewicht is 23,1 ton
- CV9040C: infanteriegevechtsvoertuigen voor VN-troepen omgebouwd vanaf de zomer van 2003, met extra afstandspantser gemonteerd. De C-versie heeft extra mijnbescherming. Het onbeladen gewicht is gestegen tot 28 ton. Het machinegweer is vervangen door een 7,62 mm KSP m/58 op het torendak.
- CV9030: exportversie van het infanteriegevechtsvoertuig met een 30 mm Bushmaster II snelvuurkanon. In gebruik genomen door Noorwegen, Zwitserland en Finland.
- CV9035 Mk III: exportversie van het infanteriegevechtsvoertuig bewapend met een Bushmaster III 35/50 kanon en modulaire bepantsering. Ontwikkeld vanaf 2001 en in gebruik genomen door Nederland en Denemarken.
- CV90105: een lichte tankversie met een 105 mm gladdeloopskanon in een Franse GIAT TML toren.
- CV90120-T: een lichte tankversie met een Zwitsers Ruag Land Systems 120mm Lang 50 gladdeloopskanon en een Active Protection System dat automatisch inkomende antitankraketten vernietigd.
- CV9040 AAV: de LuftVärnsKanonVagn, een luchtafweervoertuig met een enorme cilindervormige zoekradar op het dak met een bereik van twaalf kilometer en 40mm luchtafweergeschut. Er is ook een kleine doelradar boven het kanon met een bereik van vijf kilometer. Het gewicht is 24 ton en de bemanning bestaat uit zeven. Van dit type zijn er 27 in gebruik bij Zweden uit een serie van dertig geproduceerd sinds 1997.
- CV90 Forward Command Vehicle: de StridsledningsPansarBandVagn, een commandovoertuig voor de bataljonscommandant.
- CV90 Forward Observation Vehicle: de EldledningsPansarBandVagn, een artillerieobservatievoertuig met verbeterde laserafstandsmeter en -doelaanwijzer en radiocommunicatie.
- CV90 Armoured Recovery Vehicle: een bergingsvoertuig met 72 ton trekkracht, ofwel de Bärgningsbandvagn 90 of Bärgarbandvagn 90. Op de neus zit een bulldozerblad. De bemanning bestaat uit vier man, waaronder een bergingsspecialist.

Het forward observation, het command en het recovery model zijn alleen bewapend met een 7,62 mm machinegeweer. Het is echter wel mogelijk om de eerste twee typen te voorzien van een dummykanon waardoor de voertuigen niet als zodanig geïdentificeerd kunnen worden.
De CV90 is ook geschikt om het AMOS (Advanced Mortar System) op te monteren, het eindresultaat van het oorspronkelijke hoofdwapenproject van de CV90-familie, onder de naam Grkpbv 90120 (granatkastarpansarbandvagn, "pantserrupsmortiervoertuig"), een 120 mm dubbelmortier in een gesloten pantsertoren. Het gewicht neemt daardoor toe tot 27,6 ton. Dit project wordt nu samen uitgevoerd met het Finse Patria; de geleide Strix antitankraket kan worden afgevuurd.
Een ander project, uit 2001, is de plaatsing van een afvuurinstallatie voor de automatisch geleide Robot 56 korteafstandsantitankraket op de torenwand; dit heeft niet tot een bestelling geleid. Ook een poging in 2002-2003 om een granaatwerper op het dak te monteren, leverde geen bruikbaar resultaat op.

## Gebruikers
- Denemarken: 45 CV9035 (levering 2007)
- Finland: 102 CV9030FIN (eerst 57, latere periode 45)
- Nederland: 192 CV9035NL (44 zijn verkocht aan Estland)
- Noorwegen: 104 CV9030
- Oekraïne: 50 CV90
- Zwitserland: 186 CV9030
- Zweden: 549, inclusief 42 CV9040C met extra bepantsering.

## Technische gegevens
| CV 90 Serie   | CV 9035 NL                                       |
| ------------- | ------------------------------------------------ |
| Motor         | Scania 16 liter turbodiesel met intercooler      |
| Bouwwijze     | V8                                               |
| Max. vermogen | 595 kW / 810 pk                                  |
| Bemanning     | 3 + 7                                            |
| Lengte        | 7,490 m                                          |
| Breedte       | 3,289 m                                          |
| Hoogte        | 2,910 m                                          |
| Bewapening    | Bushmaster MK III 35mm-kettingkanon Coax 7,62 mm |
| Topsnelheid   | Voorwaarts: 72 km/h Achterwaarts: 43 km/h        |
| Max. gewicht  | 35.000 kg                                        |